# Carlos de Dios Murias
Carlos de Dios Murias (ur. 10 października 1945 w Córdobie, zm. 18 lipca 1976 w Chamical) – argentyński duchowny katolicki, prezbiter, franciszkanin i męczennik, błogosławiony Kościoła Katolickiego.

## Życiorys
Carlos de Dios Murias urodził się w 1945 roku w Córdobie. Jego ojciec chciał, żeby on został wojskowym. Carlos jednakże wbrew jego woli najpierw studiował weterynarię, następnie inżynierię, zaś później wstąpił do zakonu Franciszkanów Konwentulanych. 17 grudnia 1972 roku otrzymał święcenia kapłańskie z rąk biskupa Enrique Angelelliego. Jako ksiądz zaczął posługiwać wśród biedoty mieszkającej w slumsach na przedmieściach Buenos Aires. Zyskał tym sympatię ludzi, lecz także krytykę ze strony niektórych środowisk politycznych. W grudniu 1975 roku w obliczu coraz więcej napływających pogróżek do Carlosa, biskup Angelelli doradził mu, żeby zamieszkał w La Rioja. Tam również zaczął zajmować się biednymi i zamieszkał wśród nich. Gdy w Argentynie przejęła władzę junta wojskowa 18 lipca 1976 wezwał wiernych w czasie Mszy Świętej do modlitwy za kapłanów pracujących społecznie, którzy według niego byli zagrożeni. Tego samego dnia wieczorem przyjechali po niego żołnierze i zabrali go i księdza Gabriela Longueville do bazy wojskowej w Chamical. Tam kapłani zostali poddani torturom, następnie ich zastrzelono, a ciała zostawiono w polu, gdzie zostały znalezione 20 lipca tegoż roku przez robotników. 

## Beatyfikacja
8 czerwca 2018 roku papież Franciszek podpisał dekret o męczeństwie Carlosa de Dios Muriasa. 27 kwietnia 2019 roku został beatyfikowany razem z Gabrielem Longueville, Wenceslao Pedernera i biskupem Enrique Angelellim.